# Сапфир (женский футбольный клуб)
Сапфир — ранее существовавший российский женский футбольный клуб из Москвы. Выступал в Чемпионатах СССР и России.
Первые игры клуб провёл в феврале 1989 года на междугороднем турнире в Баку, где заняли пятое место из 8 команд.
Первые официальные игры клуб провёл в марте 1989 года в Москве в отборочном турнире третьего розыгрыша на призы еженедельника «Собеседник». В подгруппе 3 занял 4 место поочередно проиграв командам: «Бакинка» (Баку) 0:5, «Текстильщик» (Тирасполь) 0:3 и «Жилищник» (Саранск) 0:3.
По инициативе первого президента ЦСКА Виктором Мурашко, команда становится ЦСКА—«Трансэкспо», как филиал ФК ЦСКА, но из-за нехватки средств клуб просуществовал недолго. В 1991 году команда ЦСКА провела первые международные матчи с командами «Монако»fr (2:1), «Людвигсбург»de (4:1) и «Акрополис» (3:1). На высшем уровне в чемпионате России играл в 1992—1993 годах. Высшее достижение — девятое место в 1993 году.
Самое крупное поражение 0:7 от «Текстильщик» (Раменское) (1992).

## Турниры
| Сезон | Команда                 | Город  | Турнир | Дивизион            | Место    | И   | В  | Н  | П  | РМ     | О  | Кубок         | Источник          |
| ----- | ----------------------- | ------ | ------ | ------------------- | -------- | --- | -- | -- | -- | ------ | -- | ------------- | ----------------- |
| 1989  | «Сапфир»                | Москва | ВДФСОП | Высшая лига. зона 3 | 5 из 10  | 18  | 9  | 2  | 7  | 21—20  | 20 | не проводился | [ 4 ]             |
| 1989  | «Сапфир»                | Москва | ВДФСОП | турнир за 13 место  | 17       | 4   | 0  | 1  | 3  | 0—6    | 0  | не проводился | [ 4 ]             |
| 1990  | «Сапфир»                | Москва | СССР   | Высшая лига. зона 2 | 11 из 12 | 22  | 4  | 6  | 12 | 9—28   | 14 | не проводился | [ 4 ] [ 5 ]       |
| 1991  | ЦСКА—«Трансэкспо»       | Москва | СССР   | Первая лига. зона 1 | 1 из 8   | 14  | 10 | 1  | 3  | 33—21  | 21 | 1 ОТ          | [ 4 ] [ 6 ]       |
| 1991  | ЦСКА—«Трансэкспо»       | Москва | СССР   | Первая лига. Финал  | 3 из 3   | 2   | 0  | 0  | 2  | 0—4    | 0  | 1 ОТ          | [ 4 ] [ 6 ]       |
| 1992  | ЦСКА—«Новая Инициатива» | Москва | Россия | Высшая лига         | 11 из 15 | 28  | 5  | 10 | 13 | 10—37  | 20 | 1/8 финала    | [ 4 ] [ 7 ]       |
| 1993  | ЦСКА                    | Москва | Россия | Высшая лига         | 9 из 12  | 22  | 3  | 7  | 12 | 9—28   | 13 | 1/8 финала    | [ 4 ] [ 8 ] [ 9 ] |
| Итого | 5 сезонов               | —      | —      | —                   | —        | 110 | 31 | 27 | 52 | 82—144 | —  | —             | —                 |

## Известные игроки
- Кулистан Боташева
- Галина Важнова
- Лариса Забалуева — правый защитник клуба, вошедшая в список 33-х лучших футболисток по итогам сезона 1992 года[10]
- Ольга Курякова[11][12]

## Голеадоры
1991: Е.Кирютина — 2, Н.Сотникова — 2, М.Чистякова — 2, Н.Грибова — 1, М.Драгилева — 1, С.Повыгина — 1
1992: В.Пименова — 3
1993: Л.Сафронова — 3